# NGC 2377
NGC 2377 is een spiraalvormig sterrenstelsel in het sterrenbeeld Eenhoorn. Het hemelobject werd op 19 januari 1874 ontdekt door de Franse astronoom Édouard Jean-Marie Stephan.

## Synoniemen
- UGCA 132
- 3C 178
- IRAS07225-0933
- CGMW 1-839
- PGC 20948